# Eva Mazzucco

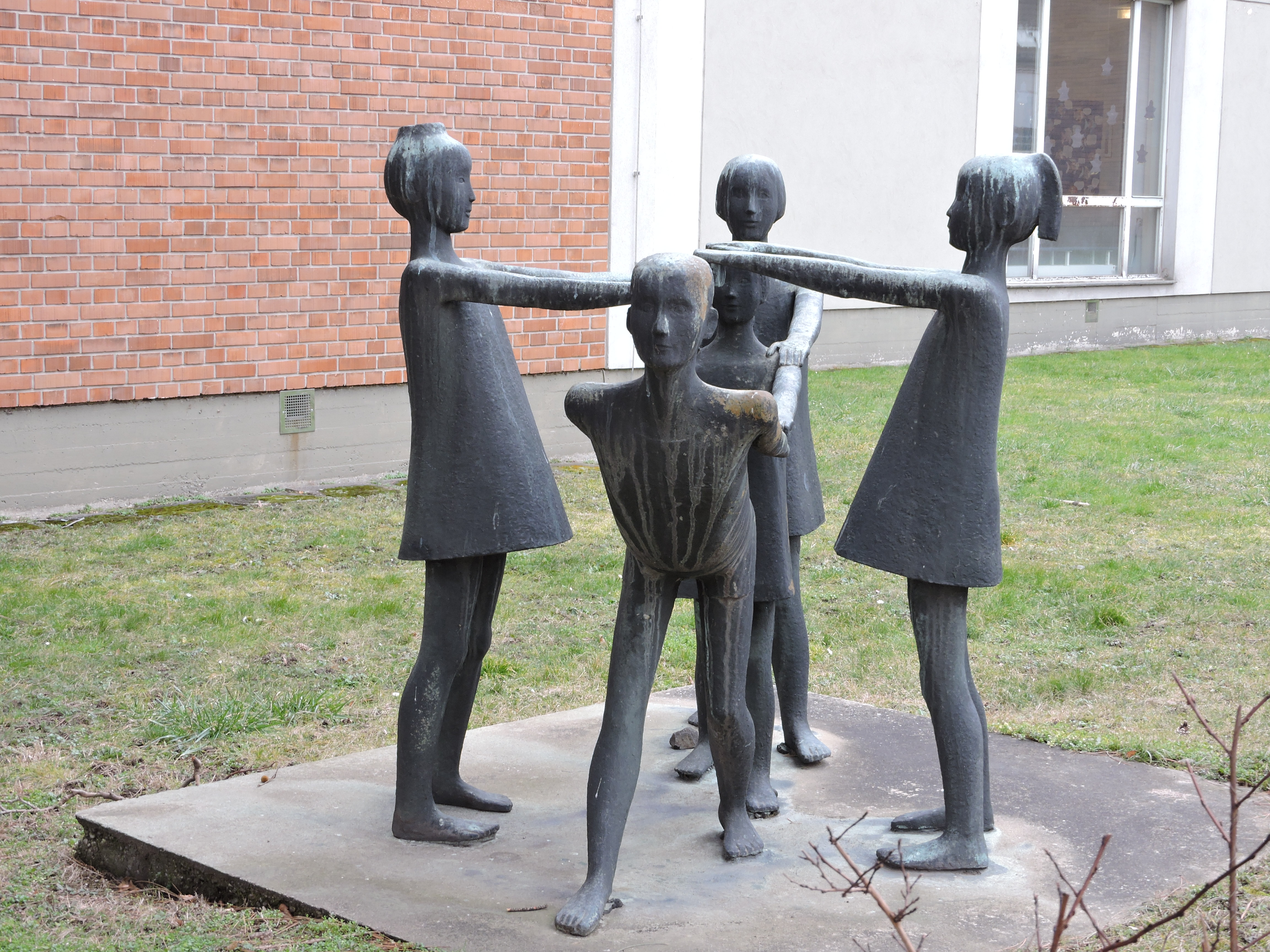
Kindergruppe, goldene Brücke spielend – Bronzeplastik vor der Volksschule Siemensstraße 15, Wien 21.

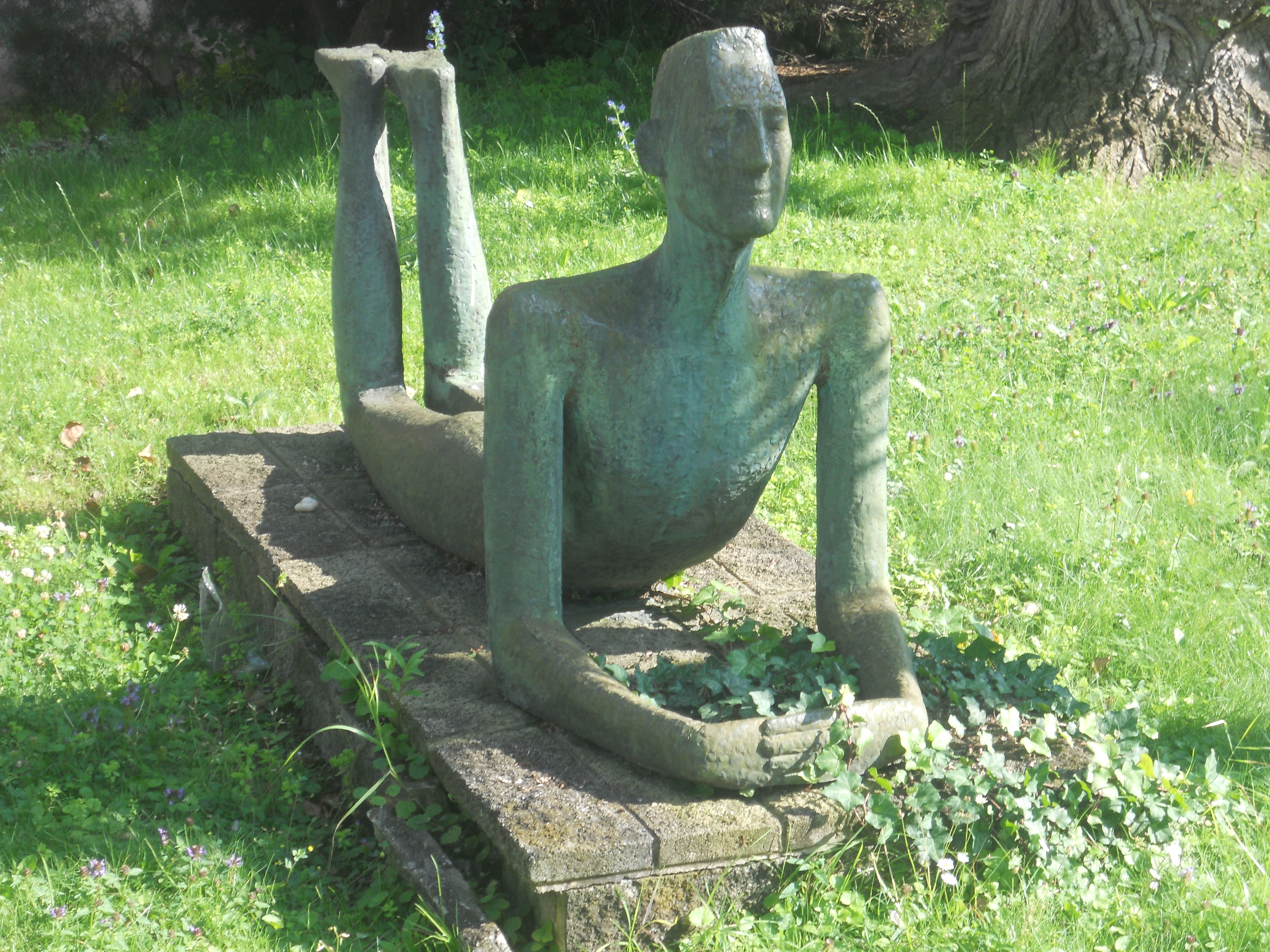
Sich Sonnender – Bronzeplastik im Arbeiterstrandbad, Wien 22.

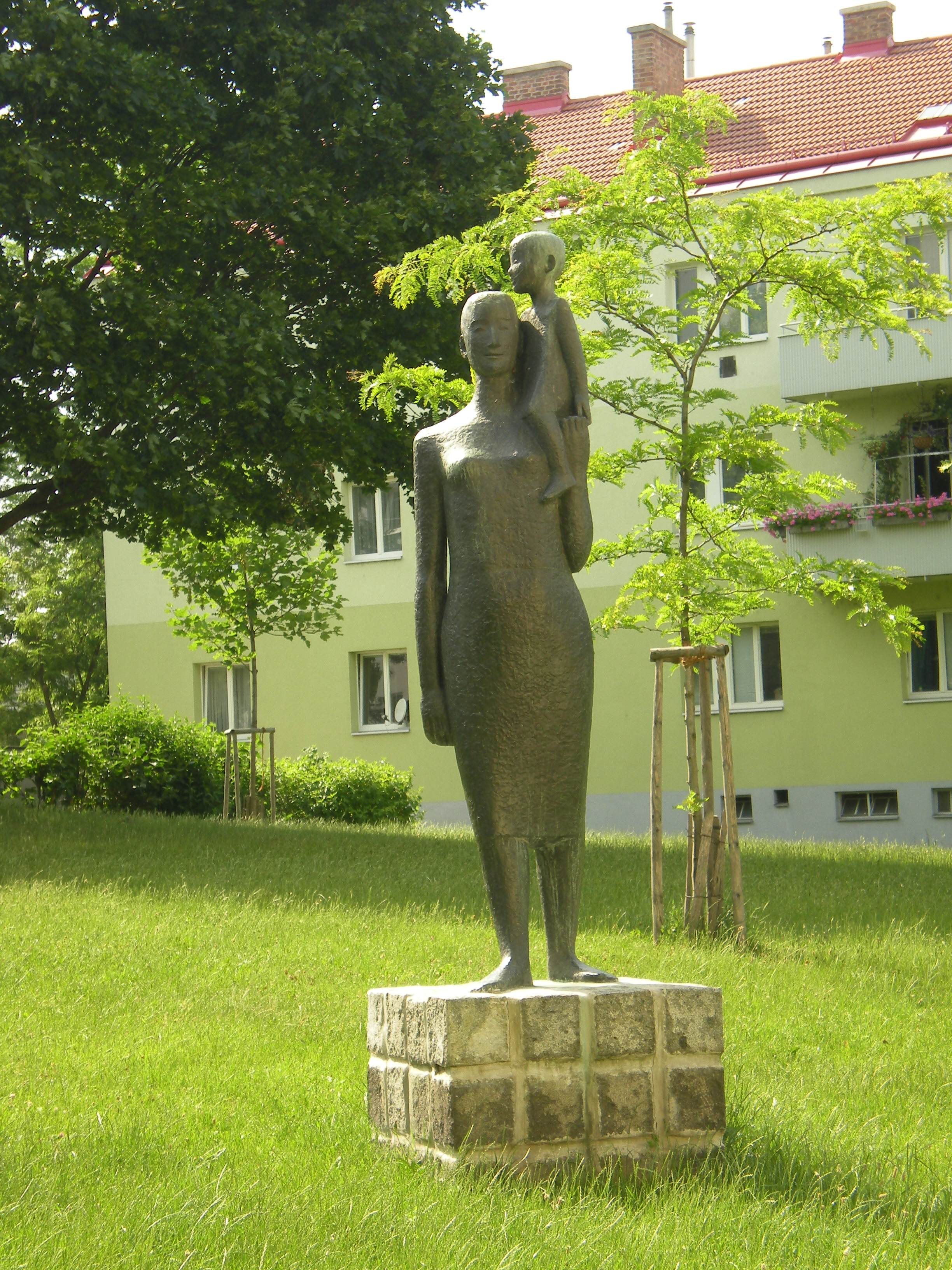
Mutter mit Kind – Bronze, Wagramer Straße 55–61, Wien 22.

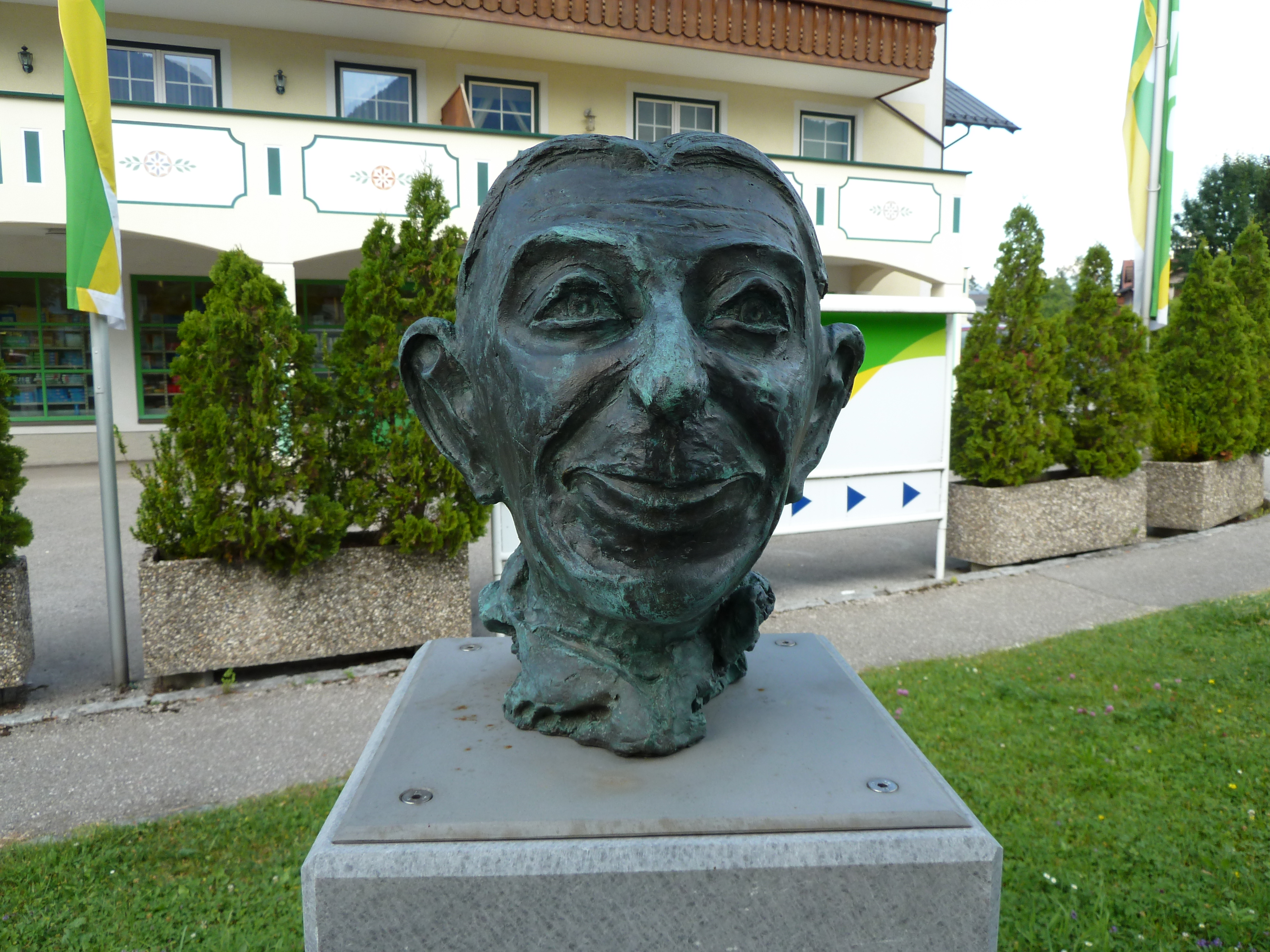
Theo Lingen – Strobl

Eva Maria Mazzucco (* 21. November 1925 in Strobl; † 11. Jänner oder 12. Jänner 2013 in Salzburg) war eine österreichische Bildhauerin und Graphikerin.

## Leben
Eva Mazzucco wuchs in Salzburg auf, wo sie die Zeichenschule besuchte und in der Hauserschen Keramikwerkstätte arbeitete. 1949 begann sie ihr Studium an der Akademie für Angewandte Kunst in Wien. Sie studierte bei Fritz Cremer, Hans Knesl und Günther Baszel und schloss 1955 mit dem Diplom für Bildhauerei ab.
In den Folgejahren schuf sie einige bekannte Großplastiken bzw. Reliefs im öffentlichen Raum in Wien, insbesondere den Sich Sonnenden (Arbeiterstrandbad, Wien 22) sowie die Bronzen Mutter und Kind (Wagramer Straße 55–61, Wien 22) und Spielendes Kind (Wimpfengasse 37–39). Ebenso entstand vor der Volksschule Siemensstraße/Berzeliusgasse in Wien 21 die Kindergruppe – Die goldene Brücke spielend.
Ein Beispiel für ihre zahlreichen Tiermotive ist das Majolikarelief Ziegen in Wien 23, Kaiser-Franz-Josef-Straße 23–25.
Insgesamt wurden mehr als 60 ihrer Großplastiken im öffentlichen Raum ausgestellt.
Eva Mazzucco war Mitglied im Künstlerhaus Wien (1961) sowie im Salzburger Kunstverein.

## Auszeichnungen
- Kunstförderungspreis des Wiener Kunstfonds (1962)
- Goldene Ehrenmedaille des Wiener Künstlerhauses (1962)
- Goldenes Verdienstzeichen des Landes Wien (2004)
- Benennung der Eva-Mazzucco-Straße in Strobl
- Benennung des Eva-Maria-Mazzucco-Platzes in Wien-Donaustadt (2016)

## Werke
- Wien 10, Per-Albin-Hansson-Siedlung Ost: Kunststeinblöcke mit Aluminium-Reliefs Der kleine Tiergarten (1969)
- Wien 14, Amortgasse 1–17: Keramik Tiere (1954–1956)
- Wien 15, Goldschlagstraße 107 / Sturzgasse 8: Bronzeplastik Nilpferd (1973)
- Wien 21, Siemensstraße / Osergasse / Berzeliusgasse: Bronzeplastik Kinder – Die goldene Brücke spielend (1965)
- Wien 21, Großfeldsiedlung: Bronzeplastik Zwei Kraniche (1966–1971)
- Wien 22, Wimpffengasse 37–39: Bronze Spielendes Kind (1960)
- Wien 22, Wagramer Straße 55–61: Bronzeplastik Mutter und Kind (1961)
- Wien 22, Arbeiterstrandbad: Bronzeplastik Sich Sonnender (1962)

Außerdem
- Salzburg, Pfarrkirche St. Andrä: Großformatige Email-Arbeit auf Kupferplatte Auferstandener Christus (1999)
- Strobl: Bronzeplastik Platonisches Liebespaar
- Strobl: Bronzeplastik Kraniche im Wasser (1986)
- Strobl: Bronzebüste Theo Lingen (2006)